# Świątynia Xrobb l-Għaġin
Świątynia Xrobb l-Għaġin (malt. It-Tempju ta' Xrobb l-Għaġin, ang. Xrobb l-Għaġin Temple) – zrujnowana świątynia megalityczna w Xrobb l-Għaġin, w granicach Marsaxlokk na Malcie. Po odkryciu miejsca w roku 1913, w latach 1914 i 1915 przeprowadzono tu prace wykopaliskowe. Uważano, że świątynia została w olbrzymim stopniu zniszczona przez erozję brzegową w późniejszych latach, lecz dochodzenie przeprowadzone w roku 2015 wykazało, że pozostałości świątyni wciąż istnieją, co więcej, odkryto w pobliżu nowe struktury megalityczne.

## Stanowisko
Świątynia Xrobb l-Għaġin miała typową budowę tego typu konstrukcji, z dwiema apsydami i centralną niszą. Miała też brukowany dziedziniec, z wejściem skierowanym na południowy wschód. Świątynia zbudowana została na terenie o stromym nachyleniu, w związku z tym przed jej frontem skonstruowano sztuczny taras.
Najwcześniejsze pozostałości na tym terenie można datować wstecz do około 4000 lat p.n.e., lecz sama świątynia została zbudowana między 3600 a 3000 p.n.e., w okresie Ġgantija maltańskiej prehistorii.

## Wykopaliska i historia teraźniejsza
Stanowisko megalityczne odkryte zostało przez Carmelo Rizzo, architekta Departamentu Prac Publicznych. Rizzo odwiedził to miejsce razem z archeologiem Temistoklesem Zammitem 10 kwietnia 1913 roku. Stanowisko zostało zbadane przez Zammita oraz A. V. Laferla pomiędzy grudniem 1914 roku, a styczniem 1915 roku, odsłaniając rdzeń megalitycznej świątyni. Drugie prace odkrywkowe wykonano w maju 1915 roku, pod kierownictwem Thomasa Ashby'ego, który następnie wydał krótki, ale szczegółowy raport na temat stanowiska archeologicznego. Podczas wykopalisk wydobyto m.in. glinianą miskę oraz dekorowaną płytkę, stanowiącą część niszy. Są one teraz wystawione w Muzeum Archeologicznym w Valletcie. Pozostałości świątyni zostały włączone do "Antiquities List of 1925".
W czasie wykopalisk w roku 1915, niektóre części świątyni zostały zniszczone przez erozję brzegową, a upadek do morza pozostałych części struktury był prawie nieunikniony. W następnych dziesięcioleciach dokładna lokalizacja stanowiska została utracona, a ruiny, jak domniemano, zostały zniszczone, co w roku 2002 opisano jako "zniszczone stanowisko".
Dokładne miejsce świątyni zostało powtórnie odnalezione przez Rubena P. Borga i Reubena Grimę, po przeprowadzeniu przez nich inspekcji terenu w latach 2012–2015. Niektóre megality, zewidencjonowane przez Ashby'ego w roku 1915, zostały odnalezione, a 7 lutego 2015 roku w wąwozie odkryto kilka wcześnie nie opisanych megalitów. Są to zapewne pozostałości po innej megalitycznej budowli, prawdopodobnie olbrzymim murze oporowym, który ciągnął się wzdłuż wąwozu. Jednakże istnieje też możliwość, że mur oporowy jest z dużo późniejszego okresu, i został zbudowany z megalitów zabranych z ruin świątyni.
W roku 2017 ogłoszono, że ministerstwo ochrony środowiska oraz ministerstwo kultury powołały międzyresortowy komitet, w celu ochrony pozostałości świątyni.
Pozostałości świątyni są dostępne dla publiczności, znajdują się w obrębie Xrobb l-Għaġin Nature Park, zarządzanego przez Nature Trust Malta. Jednak obszar ten jest uważany za wyjątkowo niebezpieczny, ponieważ znajduje się na krawędzi podciętej ściany klifu.